# Инканюш
Инканюш (в верховье Правый Инканюш) — река на полуострове Камчатка в России. Длина реки — 27 км.
Протекает по территории Елизовского района Камчатского края. Берёт истоки у восточного подножия безымянной сопки высотой 653 м, протекает в широтном направлении до впадения в бухту Вестник Тихого океана.
Гидроним имеет предположительно ительменское происхождение, его значение не установлено.

## Данные водного реестра
По данным государственного водного реестра России относится к Анадыро-Колымскому бассейновому округу.
Код водного объекта в государственном водном реестре — 19070000212120000024234.